# Lumbricillus balticus
Lumbricillus balticus är en ringmaskart som beskrevs av Bülow 1957. Lumbricillus balticus ingår i släktet Lumbricillus och familjen småringmaskar. Inga underarter finns listade i Catalogue of Life.